# Massebe

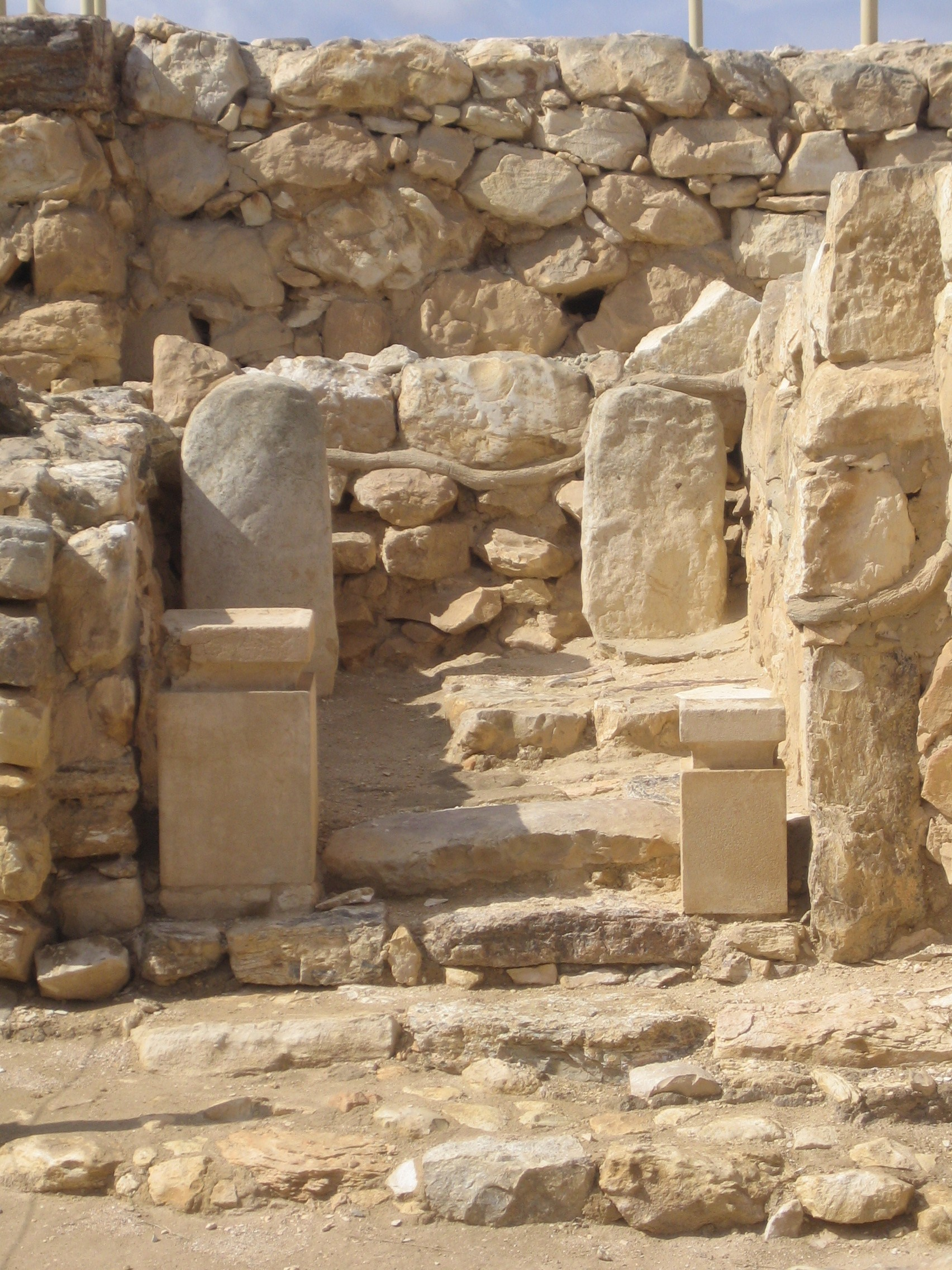
Allerheiligste (debir) van de JHWH-tempel in Tel Arad

Een massebe (Hebreeuws: מַצֵּבָה, maṣṣevāh, "iets dat opgericht is") was in de Hebreeuwse Bijbel een gewijde steen, opgericht als herinnering aan een ingrijpende gebeurtenis zoals de manifestatie van een optreden van JHWH (Genesis 28:18; 35:14). Daarnaast werd soms een altaar opgericht (Exodus 24:4).
Omdat de massebe in de Kanaänitische mythologie werd opgevat als een mannelijk vruchtbaarheidssymbool en als zodanig in de godsdienstige gebruiken van de Israëlieten doordrong, werd een dergelijke steenverering door de profeten veroordeeld en in de wet van Mozes verboden (Deuteronomium 16:22). Het oprichten van een massebe door de koning werd gezien als oorzaak van ellende (2 Koningen 17:10) en de verwoesting van de massebes door Josia werd met instemming begroet (2 Koningen 23:14; vergelijk Hosea 10:2 en Micha 5:12).